# Shunki Higashi
Shunki Higashi (東 俊希 Higashi Shunki?), född 28 juli 2000 i Ehime prefektur, är en japansk fotbollsspelare.
I maj 2019 blev han uttagen i Japans trupp till U20-världsmästerskapet 2019.